# Ajuntament de Sant Andreu de Llavaneres
L'Ajuntament de Sant Andreu de Llavaneres és l'edifici consistorial de Sant Andreu de Llavaneres (Maresme). És inclòs a l'Inventari del Patrimoni Arquitectònic de Catalunya.

## Descripció
Es tracta d'un edifici de planta rectangular que consta de planta baixa i dos pisos. La façana és de composició simètrica. A la planta baixa les obertures són d'arc, mentre que al primer pis hi ha balcons coronats amb unes motllures en forma de frontó rodó i triangular que es van alternant. La façana està rematada per una petita cornisa i, a sobre, una barana de pedra. A la part central hi ha un cos més alt que acull un rellotge i està rematat per un frontó triangular.

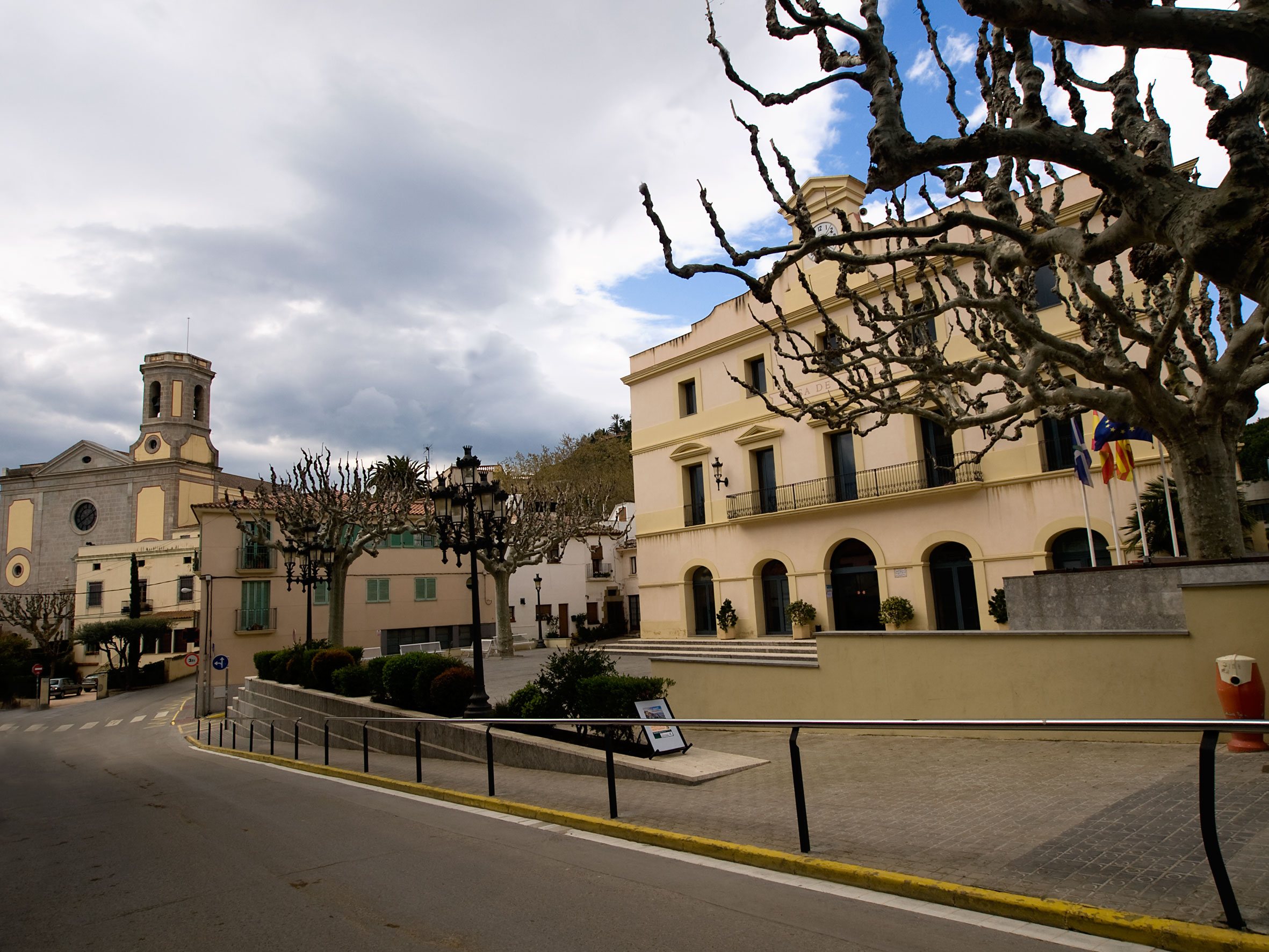
La plaça de la Vila, amb l'Ajuntament a la dreta i, al fons a l'esquerra, l'església de Sant Andreu

## Història
Abans l'Ajuntament era situat en un altre indret, al carrer d'Amunt número 11, on al mateix temps hi havia l'escola de nens i els habitatges del mestre i el secretari. Això va motivar la necessitat de construir un edifici propi que donés cabuda a tots aquests serveis públics. Es va crear una Junta d'Obres de la nova casa consistorial i, finalment, l'any 1883 es va inaugurar el nou edifici a la plaça de la Vila, obra de l'arquitecte Gaietà Buïgas i Monravà.